# Étienne Dedroog
 (mars 2024).
La mise en forme du texte ne suit pas les recommandations de Wikipédia : il faut le « wikifier ».
Les points d'amélioration suivants sont les cas les plus fréquents. Le détail des points à revoir est peut-être précisé sur la page de discussion.
- Les titres sont pré-formatés par le logiciel. Ils ne sont ni en capitales, ni en gras.
- Le texte ne doit pas être écrit en capitales (les noms de famille non plus), ni en gras, ni en italique, ni en « petit »…
- Le gras n'est utilisé que pour surligner le titre de l'article dans l'introduction, une seule fois.
- L'italique est rarement utilisé : mots en langue étrangère, titres d'œuvres, noms de bateaux, etc.
- Les citations ne sont pas en italique mais en corps de texte normal. Elles sont entourées par des guillemets français : « et ».
- Les listes à puces sont à éviter, des paragraphes rédigés étant largement préférés. Les tableaux sont à réserver à la présentation de données structurées (résultats, etc.).
- Les appels de note de bas de page (petits chiffres en exposant, introduits par l'outil «  Source ») sont à placer entre la fin de phrase et le point final[comme ça].
- Les liens internes (vers d'autres articles de Wikipédia) sont à choisir avec parcimonie. Créez des liens vers des articles approfondissant le sujet. Les termes génériques sans rapport avec le sujet sont à éviter, ainsi que les répétitions de liens vers un même terme.
- Les liens externes sont à placer uniquement dans une section « Liens externes », à la fin de l'article. Ces liens sont à choisir avec parcimonie suivant les règles définies. Si un lien sert de source à l'article, son insertion dans le texte est à faire par les notes de bas de page.
- La présentation des références doit suivre les conventions bibliographiques. Il est recommandé d'utiliser les modèles {{Ouvrage}}, {{Chapitre}}, {{Article}}, {{Lien web}} et/ou {{Bibliographie}}. Le mode d'édition visuel peut mettre en forme automatiquement les références.
- Insérer une infobox (cadre d'informations à droite) n'est pas obligatoire pour parachever la mise en page.

Pour une aide détaillée, merci de consulter Aide:Wikification.
Si vous pensez que ces points ont été résolus, vous pouvez retirer ce bandeau et améliorer la mise en forme d'un autre article.
Étienne Dedroog, né en 1971 à Maasmechelen, est un criminel et tueur en série belge surnommé le « tueur des gîtes ». Il est responsable du meurtre d'une femme en France, du double meurtre d'un couple flamand et suspecté d'avoir tué un homme en Espagne. Dedroog a été condamné à la prison à vie en Belgique pour le double meurtre, à 25 ans pour le meurtre en France et fait actuellement l'objet d'une enquête pour le meurtre en Espagne,.

## Biographie
Il y a peu d'informations connues sur la jeunesse de Dedroog, si ce n'est qu'il est très attaché à sa mère. Celle-ci décède en 2007, et Dedroog divorce la même année. En 2008, il fait un burn out et déclare que c'est à ce moment-là que « la bête s'est libérée », la bête étant lui-même.
Selon les rapports d'un psychiatre et d'un psychologue, il aurait une « personnalité psychopathique », caractérisée par son « égocentrisme morbide » et sa tendance à manipuler les autres.

### Meurtres

#### Véronique Crettaz
Avant de s'installer dans la maison d'hôtes de Crettaz à Bouchet, Dedroog a commis une fraude au carburant et escroqué des dizaines d'hôtels et chambres d'hôtes à Châteauneuf-du-Pape, Carpentras, Vedène et Caderousse. Le 11 octobre 2011, il tue Véronique Crettaz, qui a alors 57 ans, en lui tranchant la carotide externe. Il lui vole ensuite ses cartes de crédit et sa voiture pour s'enfuir vers l'Espagne.

#### Tomas Martínez López
Le 16 novembre 2011 au matin, Tomas Martínez López, 76 ans, a décidé d'aller pêcher près du parc naturel de Cabo de Gata-Níjar, en Andalousie. Après avoir fait part de ses intentions dans un bar où il prenait son petit-déjeuner, il se rend au lieu-dit Cala Raja. Il est retrouvé mort sur une route de gravier, et sa voiture a disparu.
Sa mort est initialement considérée comme une chute accidentelle. Plus tard, l'autopsie révèle que López a été tué par un violent coup à la tête, qui lui a fracturé le crâne. Sa voiture disparue est retrouvée le 10 décembre 2011 à La Jonquera ; des traces ADN sur le volant correspondent à celles d'Étienne Dedroog.
Au moment du meurtre, Dedroog se trouve à Almería et travaille comme saisonnier dans la récolte d'oranges. Les autorités apprennent par la suite qu'entre le 17 et le 25 novembre, le tueur présumé a d'abord été vu à Valence, puis à Huesca, avant de retourner en Belgique. En examinant le domicile du défunt, ils trouvent également une facture au nom de Dedroog, émise par un hôtel de Benidorm, jetée dans la poubelle.

#### Martin et Mia Blankaerts
Après son arrivée à Grandvoir, à Neufchâteau, Dedroog est orienté vers Martin et Mia Blankaerts (respectivement 71 et 69 ans) pour se loger. Décidant qu'il veut voler leur voiture, mais effrayé à l'idée qu'ils le remarquent, Dedroog étrangle le couple. Il vole un ordinateur et la voiture, avant d'abandonner cette dernière à Bruges.

## Arrestation et procès
Le 1er décembre 2011, Dedroog envoie un message à sa nièce sur Facebook, affirmant qu'il « ne se reconnaît plus », qu'il « ne méritait pas d'être appelé frère » et qu'il « avait fait des choses plus graves que Ronald Janssen », un autre tueur en série belge. Le lendemain, il se rend à la police de Louvain.
Il avoue immédiatement le double-meurtre des Blankaert et est condamné le 7 novembre 2014 à la réclusion à perpétuité par les assises d'Arlon.
Il nie cependant avoir tué Crettaz, tout en admettant qu'il était effectivement resté dans sa loge le jour du décès. Malgré tous les efforts de son équipe de défense, Dedroog a été condamné à 25 ans de prison par la cour d'assises française pour le meurtre de Véronique Crettaz,.
Depuis 2015 et après une enquête approfondie, la police espagnole soupçonne officiellement Dedroog d'être l'assassin de López, et l'avocat de la famille de la victime a demandé son extradition afin qu'il puisse être interrogé et jugé,.